# NGC 3955
NGC 3955 (другие обозначения — ESO 504-26, MCG -4-28-5, AM 1151-225, IRAS11514-2253, PGC 37320) — галактика в созвездии Чаша.
Этот объект входит в число перечисленных в оригинальной редакции «Нового общего каталога».
Галактика NGC 3955 входит в состав группы галактик NGC 4038. Помимо NGC 3955 в группу также входят ещё 25 галактик.
Ионизированный газ в галактике имеет низкую плотность и должен совершать некруговые движения.